# Max Glorie
Max Cyrille Désiré Louis Glorie, né à Neuve-Église (Belgique) le 22 décembre 1885 et décédé à Bruxelles le 3 mars 1951 fut un homme politique libéral flamand.
Il fut avocat, conseiller communal de Ypres, commissaire d'arrondissement à Bruxelles et député.